# Kristallsnäckor
Kristallsnäckor (Pristilomatidae) är en familj av snäckor. Kristallsnäckor ingår i ordningen landlungsnäckor, klassen snäckor, fylumet blötdjur och riket djur.
Familjen innehåller bara släktet Vitrea.

## Bildgalleri

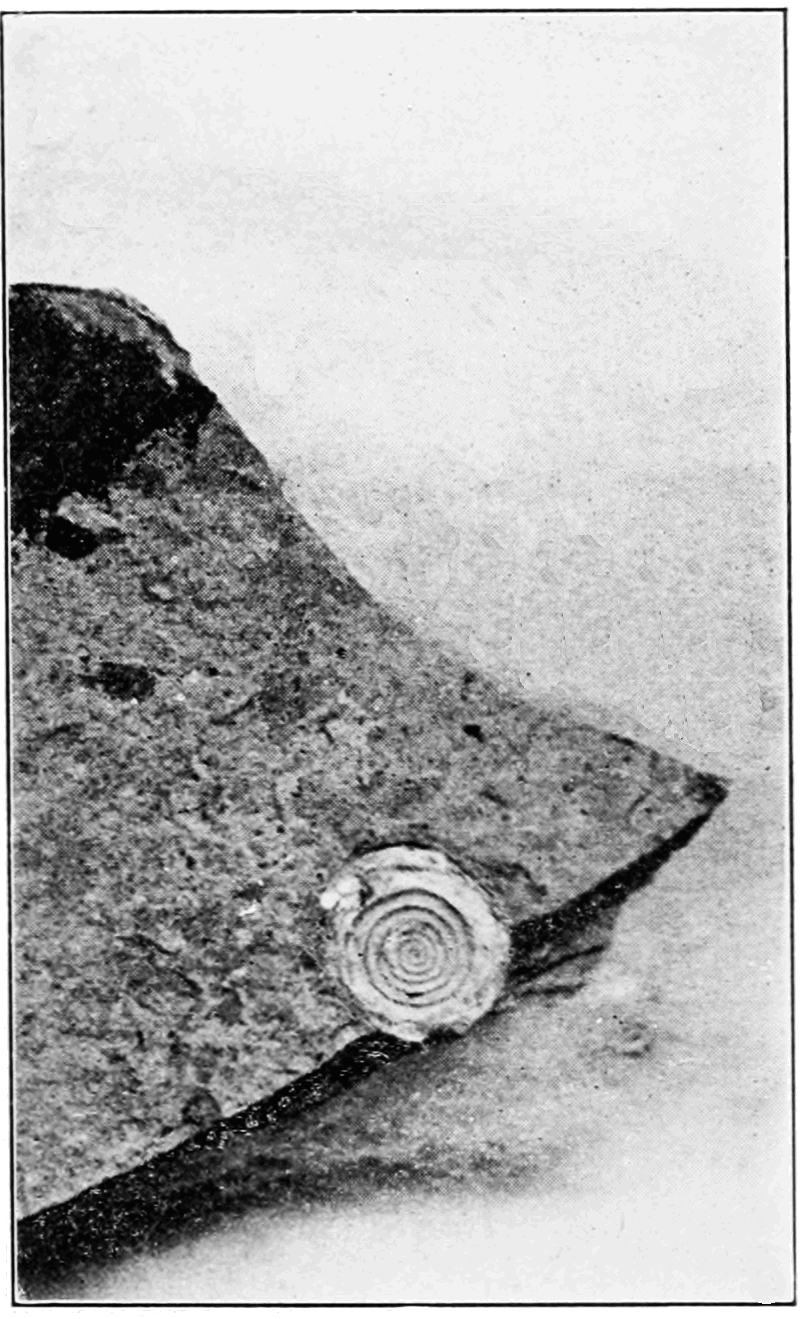
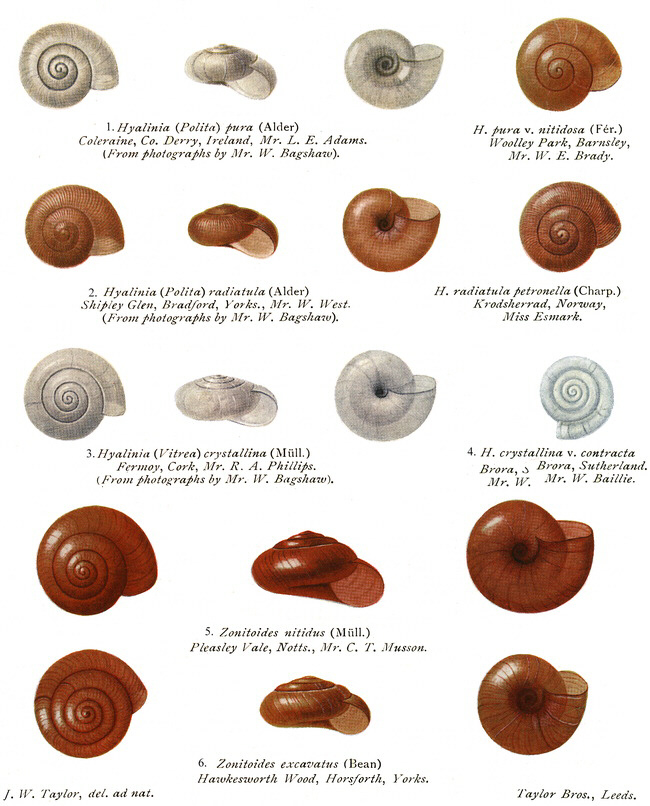
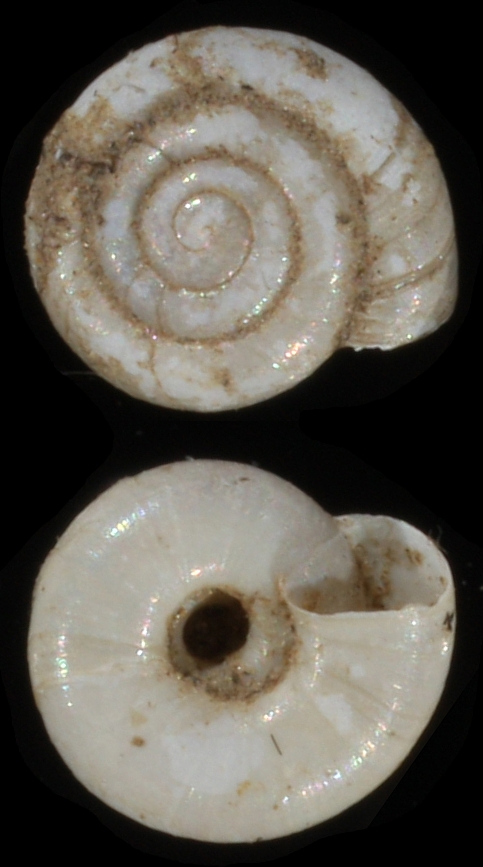
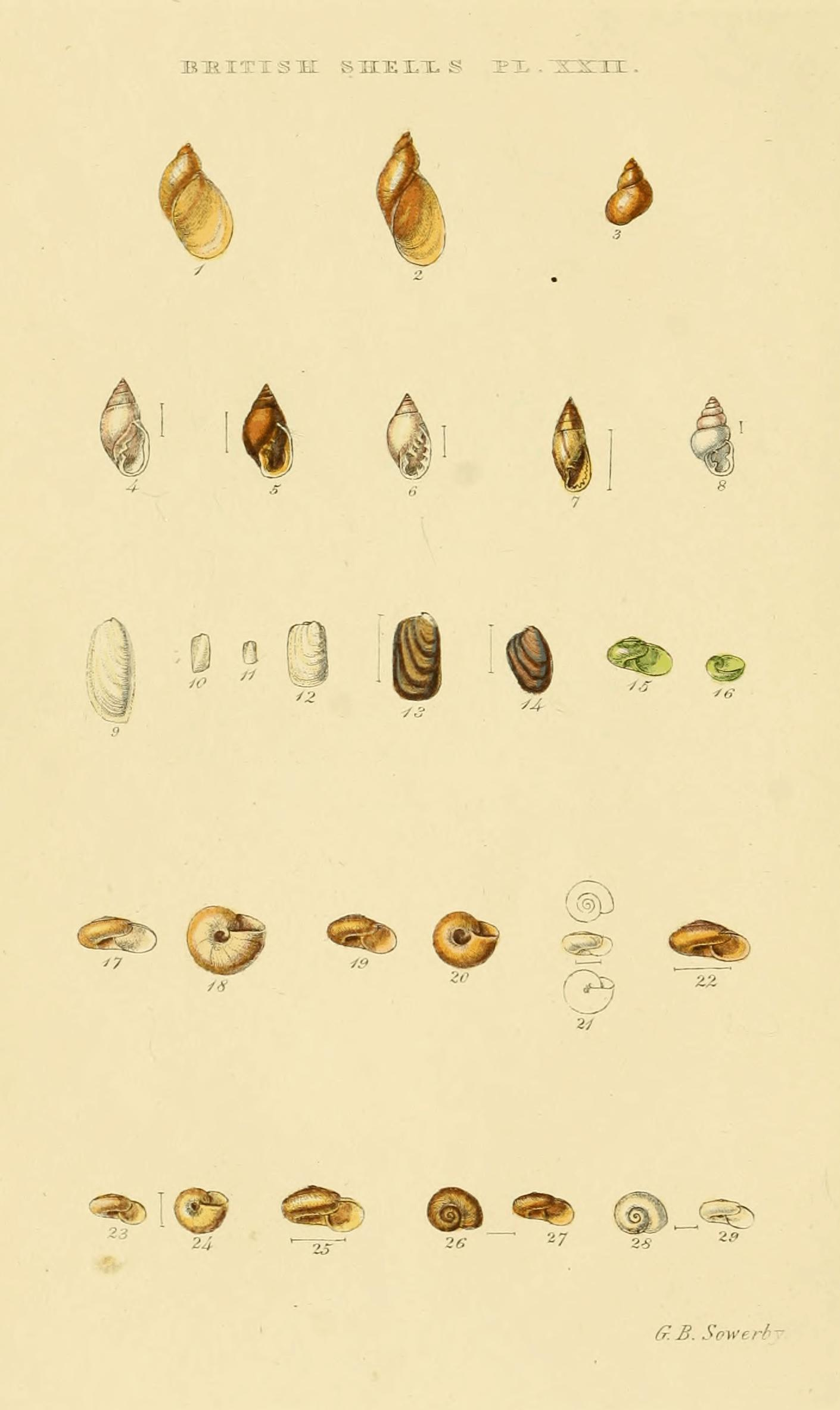
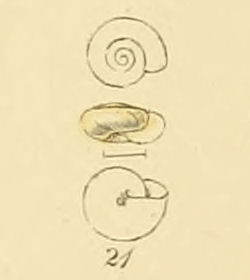
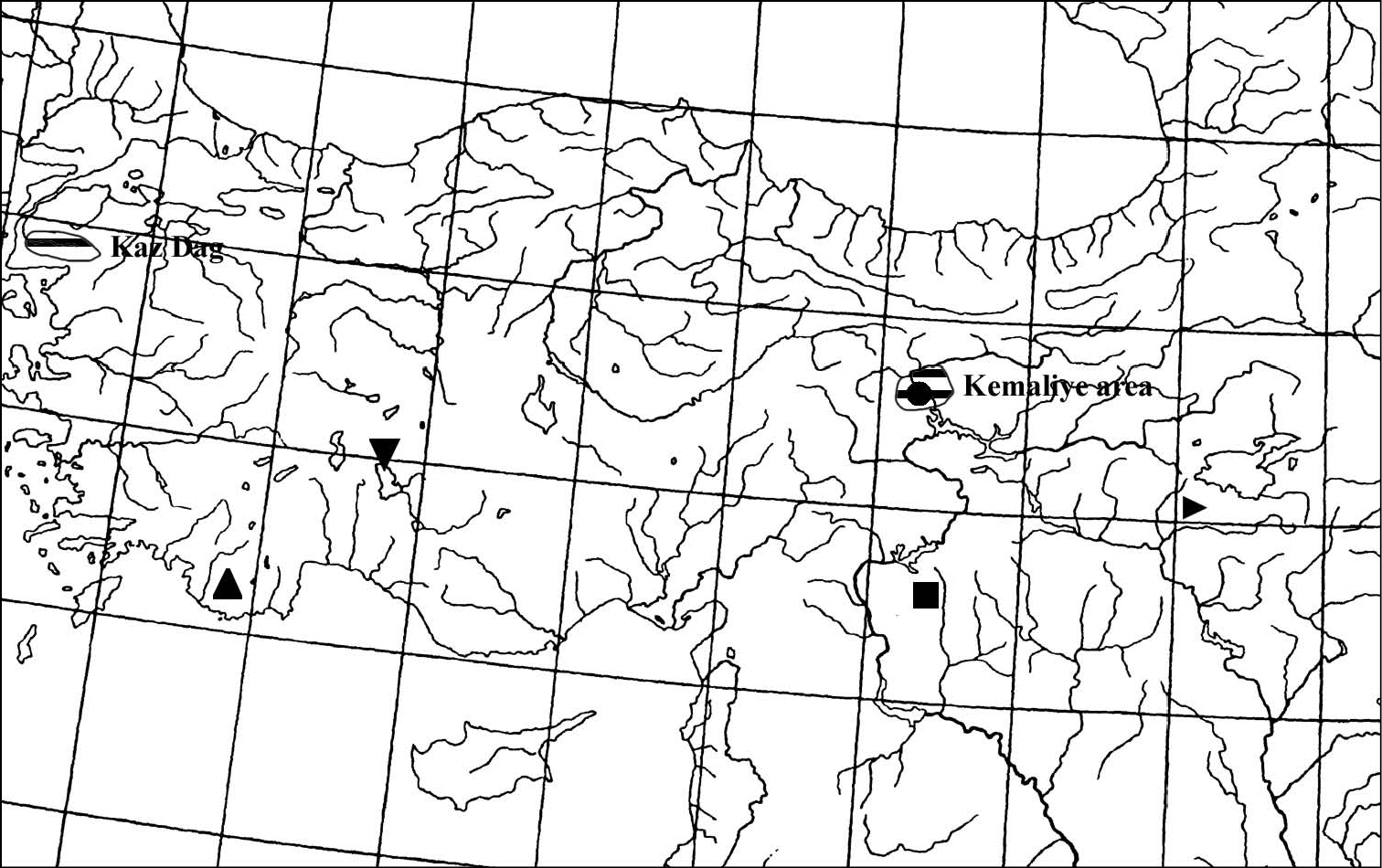